# Bataille de Gadebusch
Grande guerre du Nord
Batailles
- Riga I
- Narva I
- Daugava
- Rauge
- Erastfer
- Kliszów
- Hummelshof
- Nöteborg
- Saladen
- Pułtusk
- Jēkabpils
- Narva II
- Poznań
- Punitz
- Gemauerthof
- Varsovie
- Hrodna
- Fraustadt
- Kletsk
- Kalisz
- Holowczyn
- Malatitze
- Lesnaya
- Poltava
- Perevolochna
- Helsingborg
- Viborg
- Riga II
- Baie de Køge
- Fladestrand
- Gadebusch
- Bender
- Pälkäne
- Storkyro
- Hangö Oud
- Fehmarn Bält
- Rügen
- Kristiania (Oslo)
- Stralsund
- Dynekilen
- Osel
- Stäket
- Grengam

La bataille de Gadebusch se déroule le 20 décembre 1712 près de Gadebusch, au sud de Lübeck, en Saint-Empire, dans le cadre de la grande guerre du Nord et oppose une armée suédoise, commandée par le Feld-maréchal Magnus Stenbock, à une armée composée de Danois et de Saxons, commandée par le roi Frédéric IV (roi de Danemark) et le comte Jakob Heinrich von Flemming. Cette bataille est le résultat d'une tentative de diversion faite par les Suédois afin de dégager la ville de Stralsund, assiégée par les Danois, les Saxons et les Russes. Elle se termine par une victoire tactique décisive des Suédois, leur dernière grande victoire de la guerre, mais n'a que peu de conséquences sur le plan stratégique car la supériorité numérique des armées alliées reste écrasante. Les troupes de Stenbock, poursuivies par plus de 36 000 Russes, Danois et Saxons doivent en effet s'enfermer dans Tönning, où elles capitulent le 13 mai 1713.